# Скрентович Ярослав Юрійович

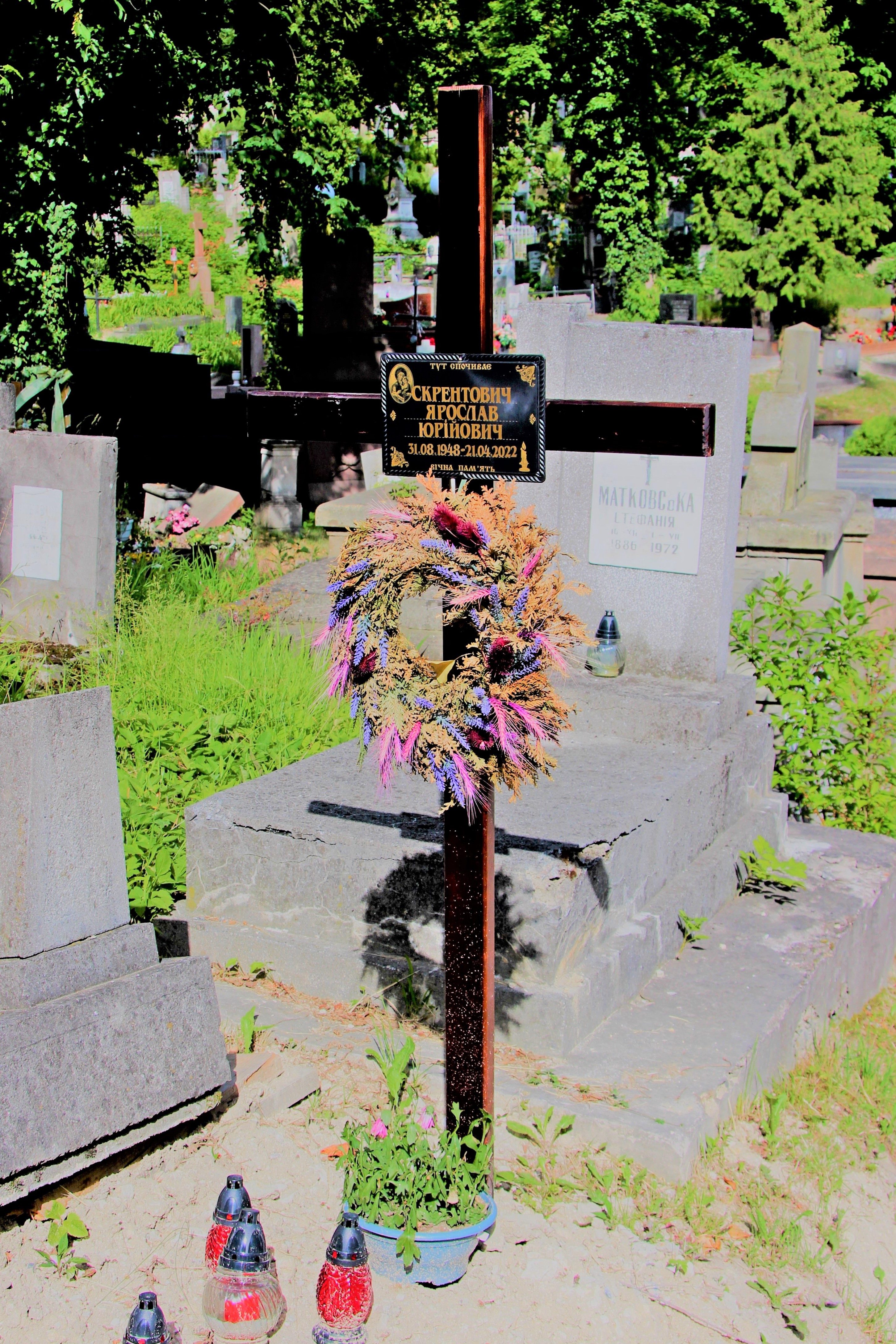

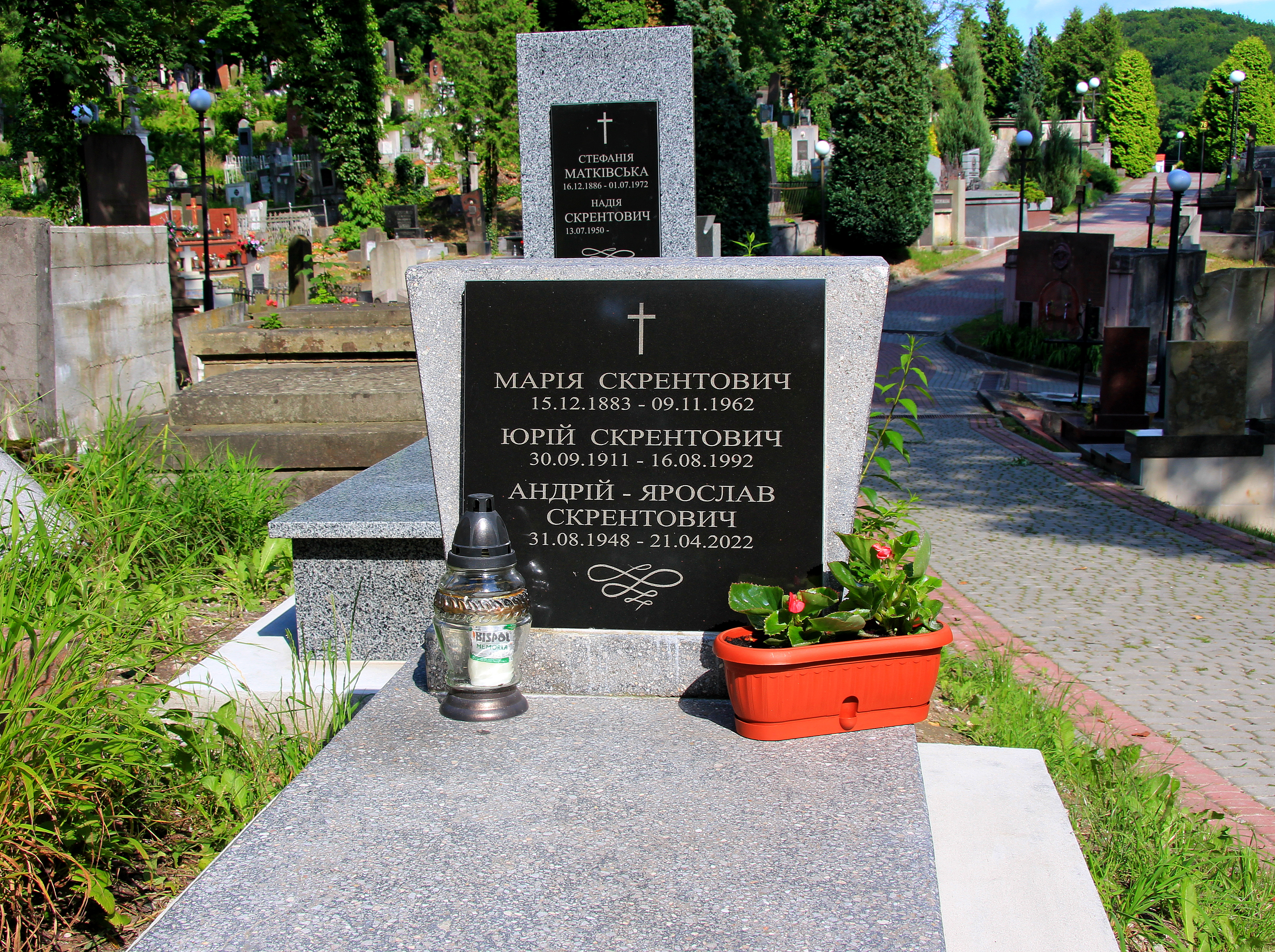

Ярослав Юрійович Скрентович (нар. 31 серпня 1948 - 21.04 2022) — архітектор-реставратор, художник.

## Біографія
Народився 31 серпня 1948 року. Від 1975 року працював у реставрації. Автор та співавтор проектів реставрації бучацького та язловецького замків, монастирів у Гусятині, Бережанах, Бучачі та Кам'янці-Подільському, ратуші у Бучачі. Конкурсні проекти регенерації центрів Коломиї та Ужгорода. Член Національної спілки архітекторів України. 1995 року відзначений Державною премією України в галузі архітектури за реставрацію сакральної архітектури Тернопільської області XIV–XIX століть (у складі колективу).
Помер у Львові , похований на 52 полі Личаківського цвинтаря.